# Molophilus avitus
Molophilus avitus är en tvåvingeart som beskrevs av Alexander 1953. Molophilus avitus ingår i släktet Molophilus och familjen småharkrankar. Inga underarter finns listade i Catalogue of Life.